# Бібліотека Тартуського університету
Бібліотека Тартуського університету (ест. Tartu Ülikooli Raamatukogu) — університетська бібліотека в естонському місті Тарту, одна з найдавніших та найбільших наукових бібліотек країни.

## Історія
1632 року шведський король Густав II Адольф заснував Тартуський університет, який у 1632–1656 роках діяв під назвою Академія Густавіана, а в 1690–1710 роках називався Академія Густаво-Кароліна. 1690 року за розпорядженням шведського короля Карла XI, шведський дипломат Н. Гільденстольпе передав на заснування університетської бібліотеки 2700 томів з власної бібліотеки. Університетська бібліотека на 3300 томів була евакуйована до Швеції в 1710 році, коли припинилася діяльність університету. 1717 року більшість цих книг потрапила до Королівської бібліотеки Швеції.
Історія сучасної бібліотеки Тартуського університету почалася 1802 року, коли було відновлено сам університет. Основу бібліотеки на 4000 томів було зібрано за рахунок пожертв. Першим директором бібліотеки був професор риторики, історії та класичної філології Карл Сімон Моргенштерн (1770–1852), який пропрацював у бібліотеці 37 років й створив багату й збалансовану колекцію. Бібліотека розташовувалася у переробленій частині зруйнованого собору. У сучасне приміщення бібліотека переїхала 1982 року.
Під час Першої світової війни бібліотека була евакуйована до Воронежа, Нижнього Новгорода та Пермі (Росія), а в 1920–1921 роках була повернена Естонії за Тартуським мирним договором.
Під час радянської окупації Естонії бібліотека поповнювалася насамперед радянськими виданнями, поповнення фондів виданнями із Західної Європи було різко скорочене.
Бібліотека була реформована після відновлення Естонією незалежності. З 1994 року почалося створення електронного каталога та електронної інформаційної системи.

## Фонди
Фонди бібліотеки становлять 3,7 млн одиниць зберігання й займають 62218 м книжкових полиць. У колекції бібліотеки 34 090 рукописів, 39 078 фотографій, 14 478 творів мистецтва, 48 інкунабул, понад 2000 книг XVI століття, 241 ельзевір, 50 кириличних стародруків, 800 російських книг XVIII століття, більше 100 ранніх фінських та латиських книг. Найдавніші оригінальні документи бібліотеки датовані 1239 роком.
Виданнями до 1945 року можна користуватися лише в читальному залі.
Рукописи і стародруки збарігаються у Відділі рукописів та рідкісної книги. Аудіо- та відеоматеріали знаходяться у Музичному відділі бібліотеки.